# Sun Microsystems
Sun Microsystems Inc. – amerykańskie przedsiębiorstwo informatyczne z siedzibą w Santa Clara w Kalifornii, działające w latach 1982–2010. Było jednym z najważniejszych producentów sprzętu komputerowego, oprogramowania komputerowego i rozwiązań sieciowych.

## Nazwa i logo
Nazwa SUN pochodzi od projektu systemu opracowanego przez Andy’ego Bechtolsheima dla Stanford University Network. Logo firmy, składające się z czterech przeplatających się słów sun (słońce) w formie ambigramu, zaprojektował profesor Vaughan Pratt z Uniwersytetu Stanforda. Początkowa wersja logo z lat 1982–1986 była pomarańczowa z bokami ustawionymi poziomo i pionowo. Kolejna wersja z lat 1986–1996 w kolorze fioletowym została obrócona o 45 stopni. Ostatnia zmiana obejmowała zmianę koloru na niebieski w latach 1996–2010.

## Historia
Firma została założona w 1982 roku przez Vinoda Khoslę, Scotta McNealy’ego, Billy’ego Joya i Andy’ego Bechtolsheima. Od 1986 była spółką publiczną, notowaną na giełdzie nowojorskiej. Dawniej jej symbol na NYSE – SUNW – był tłumaczony jako Stanford University Network Workstation. We wrześniu 2007 roku symbol ten został zastąpiony przez JAVA.
W kwietniu 2006 stanowisko dyrektora generalnego opuścił urzędujący od założenia firmy prezes Scott McNealy, ustępując na rzecz dotychczasowego COO, Jonathana Schwartza. McNealy pozostał przewodniczącym rady nadzorczej.
Według ogłoszonych 23 stycznia 2007 r. wyników finansowych za ostatni rok obrachunkowy, przychody korporacji wyniosły 13,8 mld USD.
27 stycznia 2010 roku Sun został przejęty przez Oracle za kwotę 7,4 miliarda USD na podstawie porozumienia podpisanego 20 kwietnia 2009 roku. W wyniku tego firma Sun Microsystems, Inc. zmieniła nazwę na Oracle America, Inc.

## Produkty
Sun był producentem serwerów i stacji roboczych opartych na procesorze SPARC oraz procesorach AMD Opteron. Sławę przyniósł firmie oparty na Uniksie system operacyjny SunOS, później Solaris. Do ważnych produktów korporacji należy też rozwijany od 1995 r. język programowania Java. Po przejęciu niemieckiej firmy StarDivision w 1999 r. w ofercie firmy znalazł się także pakiet biurowy StarOffice.